# Piotr Jan Ulatowski
Piotr Jan Ulatowski (ur. 23 września 1958 w Kaliszu, zm. 13 maja 2024 w Sopocie) – polski pianista, kompozytor.

## Życiorys
Był absolwentem Akademii Muzycznej im. Stanisława Moniuszki w Gdańsku, gdzie studiował teorię muzyki (dyplom w 1986), a także kompozycję (1983–1985) w klasie profesor Ewy Synowiec. W 1982 był laureatem II nagrody i wyróżnienia na Ogólnopolskim Konkursie dla Studentów Klas Kompozycji w Gdańsku. W 1984 był laureatem II nagrody na Ogólnopolskim Konkursie Kompozytorskim w Międzyzdrojach za utwór na chór a cappella. 
Był współtwórcą Gdańskiego Teatru Muzycznego „Picorello”. Współpracował z Teatrem Atelier, m.in. z Agnieszką Osiecką. Współpracował również m.in. z Maciejem Miecznikowskim, Bożeną Pożyńską, Danielem Saulskim, Maciejem Sikałą, 
Maciejem Sobczakiem, Wojciechem Staroniewiczem czy kwartetem Karola Jurewicza. W 1998 TVP3 Gdańsk nakręciła o Piotrze Ulatowskim film pt. „Żyć kolorowo” w reżyserii Beaty Glock. W 2016 jego piosenka pt. „Siedzieliśmy cichutko” do słów Ernesta Brylla została wyróżniona podczas Ogólnopolskiego Przeglądu Teatrów w Toruniu.

## Kompozycje
- „Dwór Artusa” według opowiadania E.T.A. Hoffmanna
- „Panna Tutli-Putli” według libretta Stanisława Ignacego Witkiewicza
- „Nie oglądaj się za siebie” według libretta Romana Baranowskiego